# Janosik. Prawdziwa historia (serial telewizyjny)
Janosik. Prawdziwa historia – serial telewizyjny z 2009 roku, powstały na bazie kinowego filmu z 2009 roku o tym samym tytule. Jego premiera odbyła się 1 kwietnia 2011 w TVP1.
Serial, podobnie jak film, jest koprodukcją polsko-słowacko-czesko-węgierską w reżyserii Agnieszki Holland i Kasi Adamik według scenariusza Evy Borušovičovej. Wersja serialowa ma rozbudowany wątek polityczny, jak również wątek córki karczmarza Zuzanny i jej kochanka zbójnika.

## Obsada
- Václav Jiráček – Janosik
- Ivan Martinka – harnaś Uhorčík
- Michał Żebrowski – Turjag Huncaga
- Maja Ostaszewska – Margeta
- Katarzyna Herman – karczmarka Zuzanna
- Sarah Zoe Canner – Barbara
- Táňa Pauhofová – Anusia
- Danuta Szaflarska – babcia Janosika
- Marian Dziędziel – Szyposz
- Małgorzata Zajączkowska – matka Janosika
- Eryk Lubos – Gabor
- Rafał Maćkowiak – baron Revay
- Maciej Kozłowski – pierwszy Sędzia
- Krzysztof Stroiński – Lani
- Marek Probosz – Satora
- Marcin Czarnik – Piwowarczyk
- Michał Żurawski – podoficer
- Piotr Różański

i inni.

## Obsada dubbingu
- Marcin Bosak – Janosik (rola Václava Jiráčka)
- Bartłomiej Topa – Tomasz Uhorczyk (rola Ivana Martinki)
- Joanna Koroniewska – Barbara (rola Sarah Zoe Canner)
- Julia Kijowska – Kaśka (rola Gabrieli Bírovej)
- Dominika Kluźniak – Anusia (rola Táňy Pauhofovej)
- Magdalena Różczka – panna Maria (rola Małgorzaty Beli)
- Włodzimierz Bednarski
- Jarosław Boberek
- Jerzy Słonka
- Rafał Fudalej
- Paweł Ciołkosz
- Paweł Nowisz – ksiądz
- Kazimierz Wysota
- Henryk Rajfer
- Joanna Kulig
- Marek Probosz
- Hanna Kinder-Kiss

i inni.